# Tomi Ungerer
Jean-Thomas Ungerer, més conegut com a Tomi Ungerer   (Estrasburg, 28 de novembre de 1931 - Cork, 9 de febrer de 2019) va ser un dibuixant alsacià. L'artista productiu va ser actiu en diverses arts gràfiques i el cinema d'animació. La seva obra es caracteritza amb la seva sàtira i el seu humor negre.

## Biografia
Fill de Théodore Ungerer i Alice Essler, va quedar-se orfe de pare als quatre anys i es va instal·lar amb la seva mare a una vila propera a Colmar. L'ocupació nazi d'Alsàcia el va atrapar en plena edat escolar i patí la forta germanització imposada pels ocupants, cosa que provocà un fracàs escolar. El 1946 explorà França en un vaixell de vela i el 1951 viatjà en autoestop a Lapònia i el Cap Nord.
El 1952 s'allistà a les tropes meharistes franceses d'Algèria, de les quals es llicencià el 1953. Aleshores intentà estudiar arts decoratives, però fou expulsat de l'escola per indisciplina. Treballà com a publicista a petites empreses i el 1954-1955 va recórrer Islàndia, Noruega, Grècia i Iugoslàvia en autoestop o com a mariner en un vaixell.
El 1956 marxà cap a Nova York, on després de trobar-se amb Ursula Nordström de les edicions Harper & Row, va escriure 90 llibres per a infants en 10 anys. El 1958 va tocar gran èxit amb el llibre Crictor, una història d'un serp boa molt humà.
Això ho va compaginar amb una tasca de publicista i cartellista, tasca en la qual destaquen els cartells que va fer contra la Guerra del Vietnam, així com les seves sàtires i humor per a adults. El 1971 es va instal·lar a Nova Escòcia, i el 1975 va fer la primera donació de la seva obra i la seva col·lecció de joguines a la ciutat d'Estrasburg. L'any de 1976 es va establèixer a Irlanda.
Sempre es va interessar per la millora de les relacions franco-alemanyes i la preservació de la identitat, del particularisme i del bilingüisme a Alsàcia. El 1988 va dissenyar el monument L'Aqueducte de Janus per al bimil·lenari d'Estrasburg i el 1998 va obtenir el Premi Hans Christian Andersen per a llibres d'infants. També va ser president d'honor de l'associació ABCM-Zweisprachigkeit.

## Obres
- 1957
  - Les Mellops font de l'avion
  - Les Mellops spéléologues
  - The Brave Coward

- 1958
  - Les Mellops trouvent du pétrole
  - Crictor (id.)
  - Agee on Film

- 1959
  - Adélaïde
  - Seeds and More Seeds

- 1960
  - Les Mellops fêtent Noël
  - Émile (Emile)
  - Horrible, an Account of the Sad Achievements of Progress
  - Inside Marriage
  - Cartoon 60
  - Twelve WHK Characters
  - America für Anfänger

- 1961
  - Rufus
  - Els Tres Bandits (Die Drei Rauber). Text i il·lustracions de Tomi Ungerer. Kalandraka, 2001 i 2005. Col·lecció: Clàssics Contemporanis. Traducció catalana: Anna Gasol i Teresa Blanch. ISBN 978-84-8464-551-1.
  - The Backside of Washington

- 1962
  - Snail, Where Are You?
  - Der Herzinfarkt
  - Fredou
  - The Monocle Peep Show
  - Cartoon 62
  - Esquire's Book of Gambling
  - Il·lustracions per :
    - Comfortable Words de Bergen Evans
    - Riddle dee dee de Bennett Cerf

- 1963
  - The Mellops Go Spelunking
  - Come Into My Parlor (coautor amb Miriam Ungerer)
  - Il·lustracions per :
    - Frances Face-Maker de William Cole
    - A Book of Various Owls de John Hollendaer
    - Wer Zeichnet wie
    - Die Spottdrossel d'Ambrose Bierce
    - Esquire's All About Women de William Cole
    - A Cat-hater's Handbook or The Ailurophobe's Delight de William Cole
    - The Girl We Leave Behind de Jerome Beatty
    - A Television Notebook per CBS Television Network

- 1964
  - One, Two, Where's My Shoe
  - Les Carnets secrets de Tomi Ungerer
  - Il·lustracions per :
    - The Clambake Mutiny de Jerome Beatty
    - Flat Stanley de Jeff Brown
    - Beastly Boys and Ghastly Girls, poemes seleccionats per William Cole
    - Games Anyone de Robert Thomsen
    - Dear N.A.S.A., please send me a rocket de Tait Trussell i Paul Hencke
    - Erlesene Verbrechen und Makellose Morde de Henry Slesar

- 1965
  - Graphis n° 120 vol. 21 de Manuel Gasser (16 pàgines consagrades a Tomi Ungerer)
  - Il·lustracions per :
    - Selections from French Poetry de Kenneth F. Canfried

- 1966
  - Orlando (Orlando the Brave Vulture)
  - Jean de la Lune (Der Mondmann)
  - Nicht Wahr?
  - Ungerer Meets the Maharadjah
  - The Party
  - Il·lustracions per :
    - Mr. Tall & Mr. Small de Barbara Brenner
    - Oh, What Nonsense!, poèmes sélectionnés par William Cole
    - Les Trois Bouteilles de Warwick (Warwick's 3 Bottles) d'Andre Hodeir
    - The Too Hot to Cook Book de Miriam Ungerer
    - Guillaume l'apprenti sorcier (The Sorcerer's Apprentice) de Barbara Hazen et Adolphe Chagot

- 1967
  - Basil Ratzki. Eine Fabel
  - Le Géant de Zéralda (Zeralda's Ogre)
  - Tomi Ungerer
  - Art Kan-George Tscherny-Tomi Ungerer
  - Il·lustracions per :
    - What's Good for a Four Year Old de William Cole
    - Look! Look! The Giggle Book de William Cole
    - Cleopatra Goes Sledding de Andre Hodeir
    - Lear's Nonsense Verses d'Edouard Lear
    - A Case of the Giggles, compilació per William Cole
    - The Donkey Ride de Jean B. Showalter
    - Ein Bündel Geschichten für Lüsterne Leser de Henry Slesar

- 1968
  - Ask Me a Question

- 1969
  - Fornicon (id.)
  - Der Gestohlene Bazillus
  - Il·lustracions per :
    - New York für Anfänger de Herbert Feuerstein

- 1970
  - Le Chapeau volant (The Hat)
  - Tomi Ungerer's Compromises

- 1971
  - Je m'appelle Papaski et voici mes meilleures histoires à dormir debout (I'm Papa Snap and These Are My Favourite No Such Stories)
  - La Grosse Bête de Monsieur Racine (The Beast of Monsieur Racine)
  - Affiches (The Poster Art Of Tomi Ungerer)
  - Posters of Protest
  - Il·lustracions per :
    - Aschenbrödels Küche d'Alice Vollenweider

- 1972
  - Depression
  - Karikaturen
  - Die Eifel (co-auteur avec Willy Brant)
  - Il·lustracions per :
    - Oh, That's Ridiculous!, poemes seleccionats per William Cole

- 1973
  - Pas de baiser pour maman
- 1974
  - Allumette (Allumette; A Fable, with Due Respect to Hans Christian Andersen, the Grimm Brothers, and the Honorable Ambrose Bierce). Text i il·lustracions de Tomi Ungerer. Traducció catalana de Susana Tornero per a l'editorial Kalandraka, 2017 (col·lecció Clàssics Contemporanis). ISBN 978-84-16804-35-1.

- 1998
  - Trémolo

- 1999
  - Otto, autobiographie d'un ours en peluche

- 2000
  - Le Nuage bleu

- 2002
  - À la guerre comme à la guerre

- 2007
  - Amis-amies
- 2018
  - Així és la vida. Respostes filosòfiques i divertides a preguntes de nenes i nens (Ni oui ni non. Réponses à 100 questions philosophiques d'enfants). Text i il·lustracions de Tomi Ungerer. Traducció catalana de Jordi Martín Lloret per a Blackie Books, 2019. ISBN 978-84-17552-31-2.
- 2019
  - Non Stop. Text i il·lustracions de Tomi Ungerer. Traducció catalana de Maria Lucchetti per a Kalandraka, 2019 (col·lecció Clàssics Contemporanis). ISBN 978-84-16804-83-2.